# Пльзень

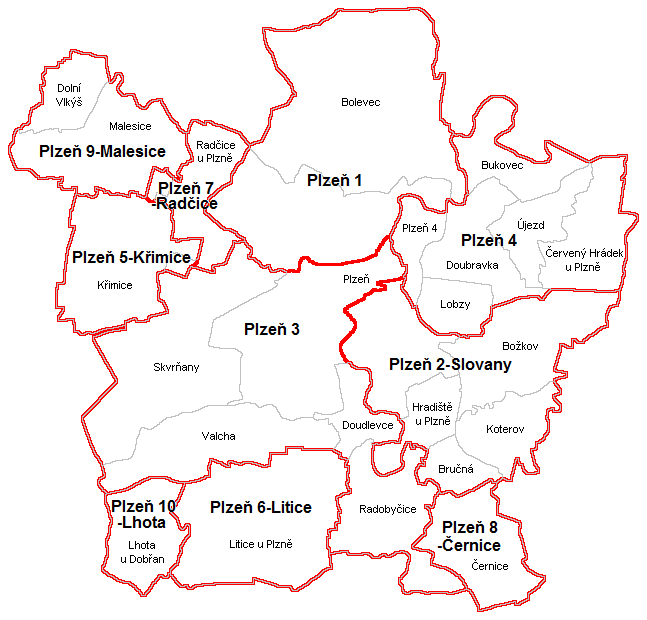
Карта районов города

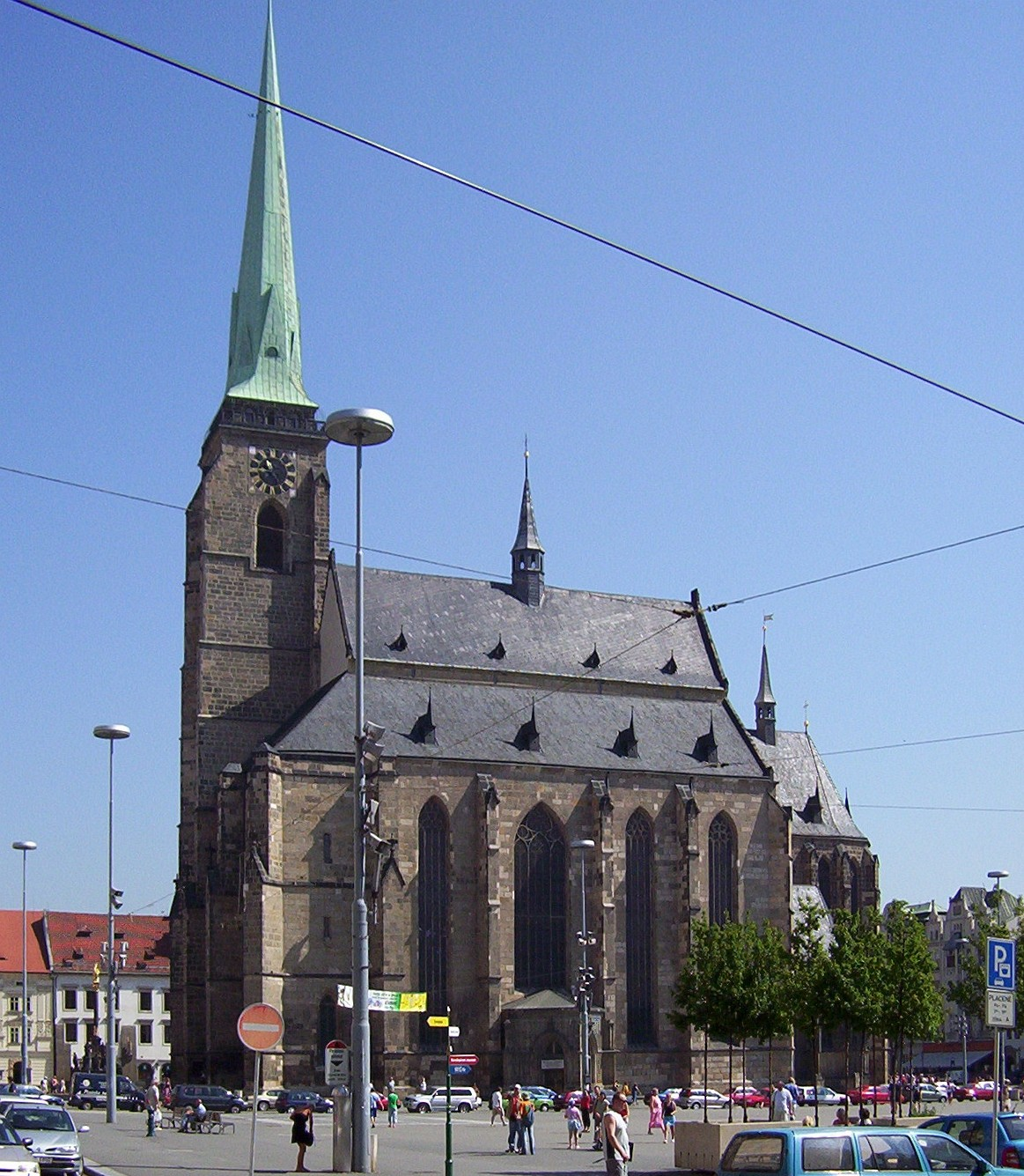
Собор Святого Варфоломея на площади Республики

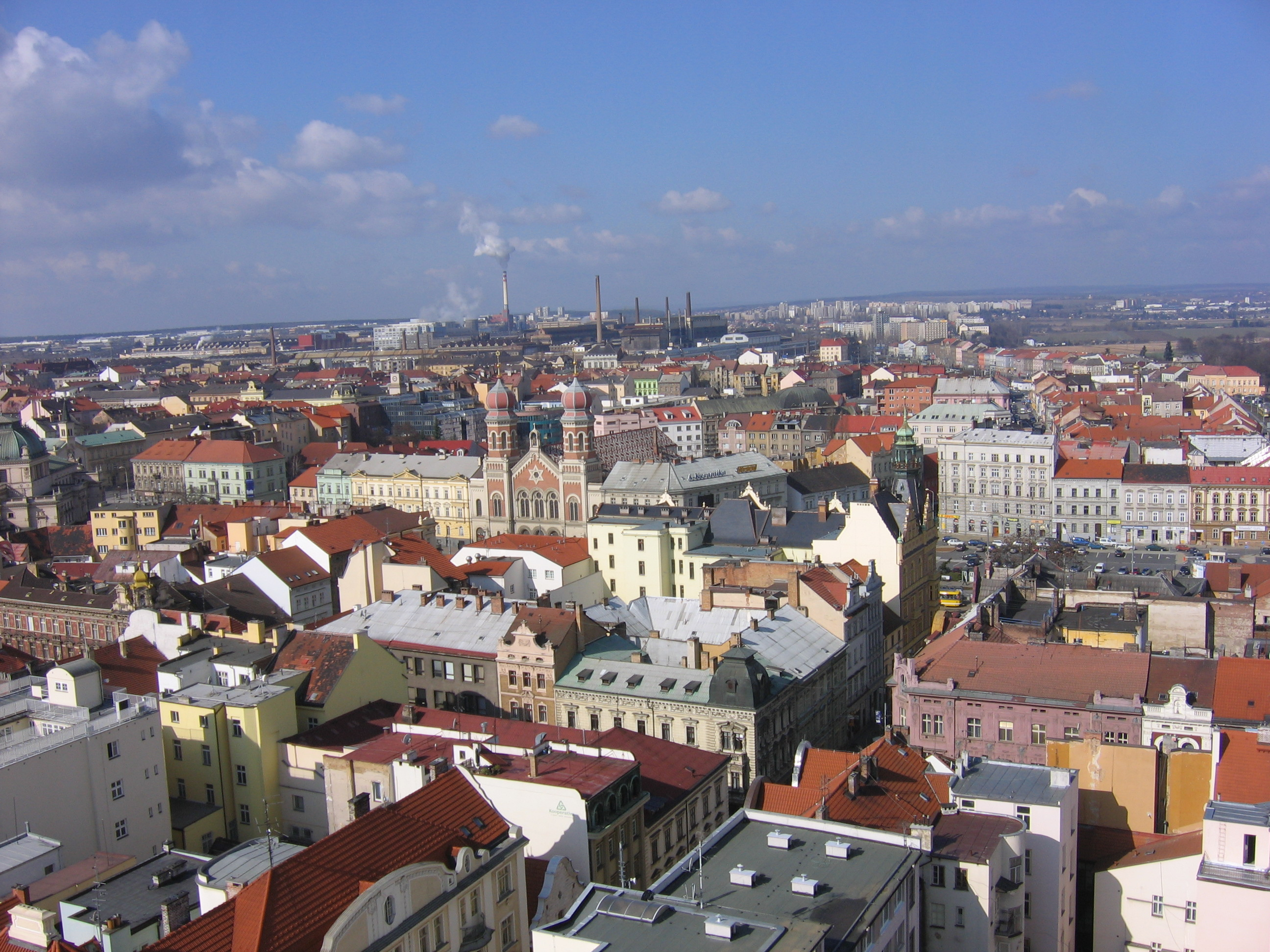
Вид с колокольни собора Св. Варфоломея за западную и юго-западную часть города

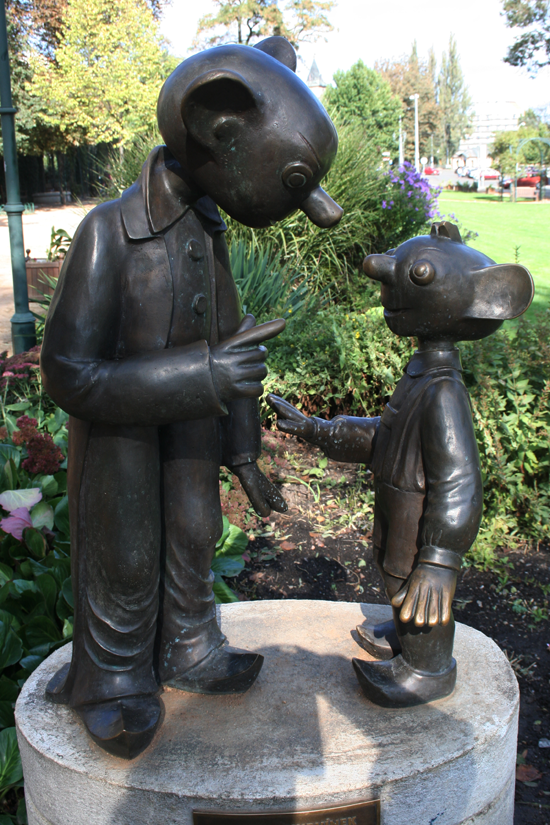
Памятник Спейблу и Гурвинеку

Пльзень (чеш. Plzeň [ˈpl̩zɛɲ]) историч. Пильзен (нем. Pilsen [ˈpɪlzən]) — четвёртый по величине город Чехии. Статутный город, муниципалитет с расширенными полномочиями, административный центр Пльзеньского края и района Пльзень-город. Также в Пльзене размещаются административные органы районов Пльзень-север и Пльзень-юг. Пльзень находится в месте слияния четырёх рек (Мже, Радбуза, Углава и Услава), которые образуют реку Бероунка в 95 км на юго-запад от Праги.
Пльзень — промышленный, коммерческий, культурный и административный центр Западной Богемии. Центр пивоварения.
С 31 мая 1993 года город Пльзень является центром Пльзеньской римско-католической епархии.

## История
Город был основан у слияния четырёх рек: Углавы, Радбузы, Мже и Уславы около 1295 года чешским королём Вацлавом II. Учитывая то, что город находился не очень далеко от Праги (в 93 км), он начал расти быстрыми темпами. Город не вырос на месте поселения или городища, а был построен по королевскому указу на равнине сразу как город. По разработанному плану город был разбит на кварталы с огромной центральной площадью, одной из самых больших в Европе. Улицы Пльзеня пересекались в старом городе исключительно под прямым углом. Площадь в те годы была не только торговым местом — у площади располагались кладбище, несколько прудов с запасами воды, собор Святого Варфоломея. Особого внимания также заслуживают пльзеньские исторические катакомбы, общая длина которых составляет 24 км.
С 1419 года — один из основных центров движения гуситов.
После Грюнвальдской битвы польский король Ягайло подарил участвовавшим в ней чешским воинам верблюда. Его изображение до сих пор присутствует на гербе Пльзеня.
6 мая 1945 года, в конце Второй мировой войны, Пльзень был освобождён от нацистской Германии 16-й бронетанковой дивизией 3-й армии генерала Джорджа Паттона.
1 июня 1953 года в Пльзене произошло рабочее восстание против режима КПЧ — одно из первых в Восточной Европе 1950-х годов открытых массовых выступлений антикоммунистического характера.

## Достопримечательности
- Готический кафедральный собор св. Варфоломея (1292) с башней, достигающий 102 метров в высоту, таким образом, является самым высоким собором в Чехии. 301 ступенька ведёт на смотровую площадку в башне собора.
- Францисканский монастырь с церковью Вознесения Девы Марии
- Ратуша в стиле Ренессанса, XVI век
- Барочное строение доминиканского монастыря с церковью св. Анны (1711—1714); в 1805—1807 годах здесь была школа, в наши дни здесь располагается Государственная библиотека
- Театр имени Й. К. Тыла
- Большая синагога и Старая синагога
- Пльзеньское историческое подземелье
- Западночешский музей
- Детская железная дорога
- Зоопарк и «Динопарк» в Пльзене. К пльзеньскому зоопарку относится также уникальный развлекательно-образовательный парк, в котором можно посмотреть статичные, подвижные и озвученные модели доисторических животных в натуральную величину.
- Пивоварня Plzeňský Prazdroj
- Водаренская башня

## География и климат
Климат Пльзеня умеренный океанический, прохладный. Малое количество осадков (531 мм среднегодовой), которые равномерно распределяются в течение года. Осадки выпадают в среднем каждый второй день, а число дней с грозами составляет 19. Уровень светлого дня — 1700 часов. Зимы холодные, но мягче, чем в прилегающих районах. Зимний период неустойчивый и длится в среднем 51 день. Рекордно низкая температура составляет около −20 °C (−4 °F). Количество жарких дней с температурой выше 30 °C (86 °F) неуклонно растёт, но благодаря влиянию холодного Атлантического фронта жаркие дни чередуются с холодными и дождливыми. Ночи могут быть неприятно холодными даже летом, с высокой влажностью. Зимние морозы происходят со второй половины ноября до конца марта. Единственными стихийными бедствиями являются случайные засухи с экстремально высокими температурами выше 33 °C (91 °F) и длительные проливные дожди, которые вызывают наводнения.

## Административное деление города
Город Пльзень административно делится на десять городских районов:
1. Пльзень 1-Болевец
2. Пльзень 2—Слованы
3. Пльзень 3—Боры
4. Пльзень 4
5. Пльзень 5—Кршимице
6. Пльзень 6—Литице
7. Пльзень 7—Радчице
8. Пльзень 8—Чернице
9. Пльзень 9—Малесице
10. Пльзень 10—Лгота

## Экономика
После 1995 года в городе значительно увеличился прирост иностранных инвестиций. Пльзень приносит примерно две трети ВВП в регионе Пльзень, этот город по-прежнему один из самых богатых в Чехии. Компания Škoda, основанная в Пльзене в 1859 году, имела значительное влияние на экономику Австро-Венгрии и Чехословакии. Производство компании было направлено в страны Восточного блока, но снизились после Бархатной революции из-за отсутствия стабильного рынка.
В Пльзене также находится самый большой пивоваренный завод в Чехии Plzeňský Prazdroj.
Многие иностранные компании имеют производственные базы в городе Пльзень, включая Panasonic и Daikin. Здесь же располагаются производственные площади предприятия HPC Research.

## Транспорт
Действуют трамвайные, троллейбусные и автобусные линии.

## Образование
Пльзень является центром академической жизни в западной части Чехии. Западночешский университет известен благодаря факультетам права, инженерных и прикладных наук. В Пльзене располагается медицинский факультет Карлова университета и отделение Метропольного университета.

## Население
| 1869     | 1869     | 1880     | 1880     | 1890     | 1900     | 1910     | 1921     | 1930     |
| -------- | -------- | -------- | -------- | -------- | -------- | -------- | -------- | -------- |
| 23 681   | ↗31 436  | ↗38 883  | ↗48 834  | ↗64 158  | ↗91 334  | ↗112 008 | ↗122 354 | ↗134 288 |
| 1930     | 1950     | 1950     | 1961     | 1961     | 1970     | 1980     | 1980     | 1991     |
| ↘114 704 | ↗124 339 | ↗127 447 | ↗132 799 | ↗140 106 | ↗153 524 | ↗170 701 | ↗171 599 | ↗173 791 |
| 1991     | 2001     | 2016     | 2017     | 2018     | 2019     | 2020     | 2021     | 2021     |
| ↘173 008 | ↘166 118 | ↗169 858 | ↗170 548 | ↗170 936 | ↗172 441 | ↗174 842 | ↗175 219 | ↘174 007 |
| 2022     | 2023     | 2024     | 2025     |          |          |          |          |          |
| ↘168 733 | ↗181 240 | ↗185 599 | ↗187 928 |          |          |          |          |          |

## Города-побратимы
- Бирмингем, США
- Винтертур, Швейцария
- Гера, Германия (1970)[27]
- Жилина, Словакия
- Измир, Турция (1987)[28]
- Лимож, Франция
- Льеж, Бельгия (1965)[29]
- Монтеррей, Мексика (8 февраля 2002)[30]
- Регенсбург, Германия (1993)
- Хенгело, Нидерланды